# Білка (Ушомирська сільська громада)
Бі́лка — село в Україні, в Ушомирській сільській територіальній громаді Коростенського району Житомирської області. Кількість населення становить 562 особи (2001). У 1923—2020 роках — адміністративний центр колишньої однойменної сільської ради.

## Географія
Розташоване за 35 км на південний захід від м. Коростеня, 12 км від залізничної станції Омелянівка та 6 км від автошляху Мозир—Вінниця.

## Населення
Станом на 1885 рік у селі мешкало 850 осіб, налічувалось 45 дворових господарств.
Відповідно до результатів перепису населення Російської імперії 1897 року, загальна кількість мешканців села становила 1 374 особи, з них: православних — 1 251, чоловіків — 705, жінок — 669.
У 1900 році кількість мешканців села становила 1 480 осіб, дворів — 249, у 1906 році — 1 473 особи, дворів — 253.
В 1923 році кількість населення становила 2 142 особи, кількість дворів — 371.
Станом на 1972 рік, кількість населення становила 887 осіб, дворів — 320.
Відповідно до результатів перепису населення СРСР, кількість населення, станом на 12 січня 1989 року, становила 617 осіб, станом на 5 грудня 2001 року, відповідно до перепису населення України, кількість мешканців села становила 562 особи.

### Мова
Розподіл населення за рідною мовою за даними перепису 2001 року:
| Мова       | Відсоток |
| ---------- | -------- |
| українська | 98,22 %  |
| молдовська | 1,42 %   |
| білоруська | 0,18 %   |
| російська  | 0,18 %   |

## Історія

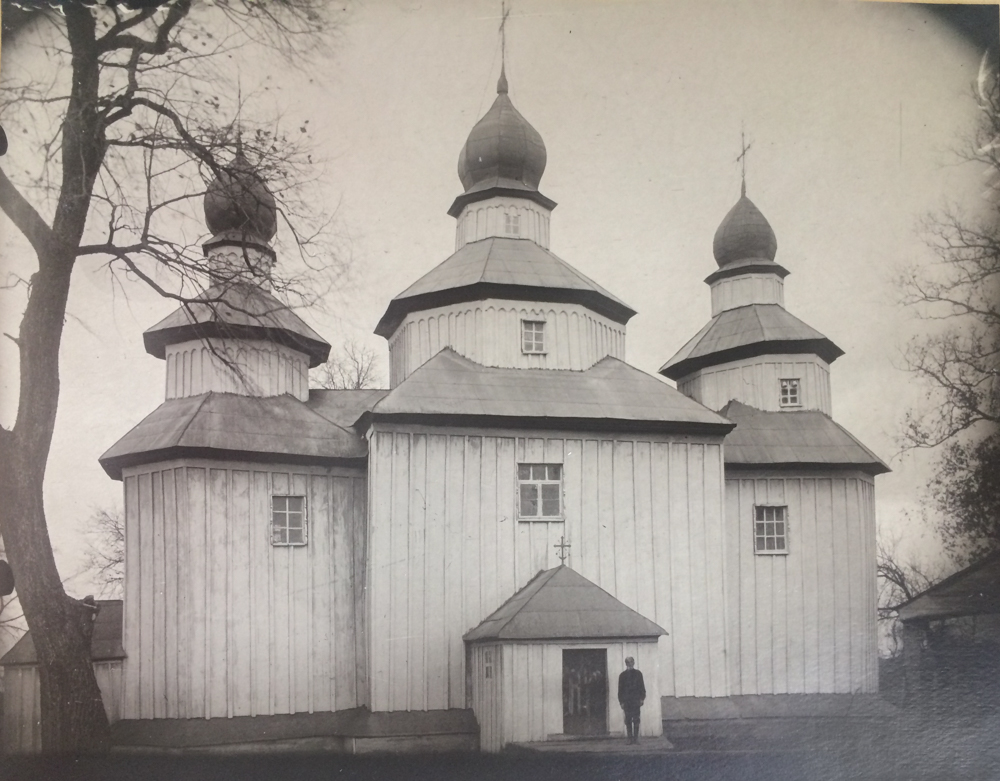
Церква, збудована 1775 року

Історична дата утворення — 1775 рік. На карті боліт Полісся Даніеля Цвікера 1650 року, де позначено розповсюдження кошенілі, село позначено як місце збору червця.
Станом на 1885 рік — колишнє власницьке село Барашівської волості Житомирського повіту Волинської губернії, на річці Білка; були православна церква, школа, гостиний двір, водяний млин, винокурня.
В кінці 19 століття — село Барашівської волості Житомирського повіту, розкинулося біля впадіння річки Білка до Ужа, за 82 версти від Житомира, поштова станція — в Іскорості, за 35 верст, до найближчої залізничної станції Бердичів — 100 верст. Власність Тишкевича, що проживав у Мінській губернії. Католицька парафія — в Ушомирі. В селі були дерев'яна церква з дерев'яною дзвіницею, збудована 1775 року, гуральня та шкіряний завод. При церкві 69 десятин землі. Церковно-парафіяльну школу відкрито 1885 року. До складу православної парафії входили села Баскаки та Рудня-Білоцька. Дворів 222, правосланих — 1684, римокатоликів — 37, юдеїв — 89. Сусідні парафії — Сушки (3 версти), Рясне (7 верст), Бондарівка (8 верст).
Село розкинулося посеред широкої, на кільканадцять квадратних верст, поляни, оточеної велетенськими лісами. Ушомирський, давидівський та білоцький ключі, що займали частину повіту, належали родині Нововейських гербу Ястшембець. Згодом білоцький та давидівський ключі успадкувала одна з доньок ушомирського дідича Миколая Нововейського, Гонорина, що вийшла за Оскара Тишкевича. Після її смерті, у 1888 році, власником маєтків став єдиний син, Йосип Тишкевич. До білоцького ключа входили села Білка, Сушки, Рясне, Рудня-Білоцька, Ришавка, Яблунець та слободи Яблунець і Зеленище.

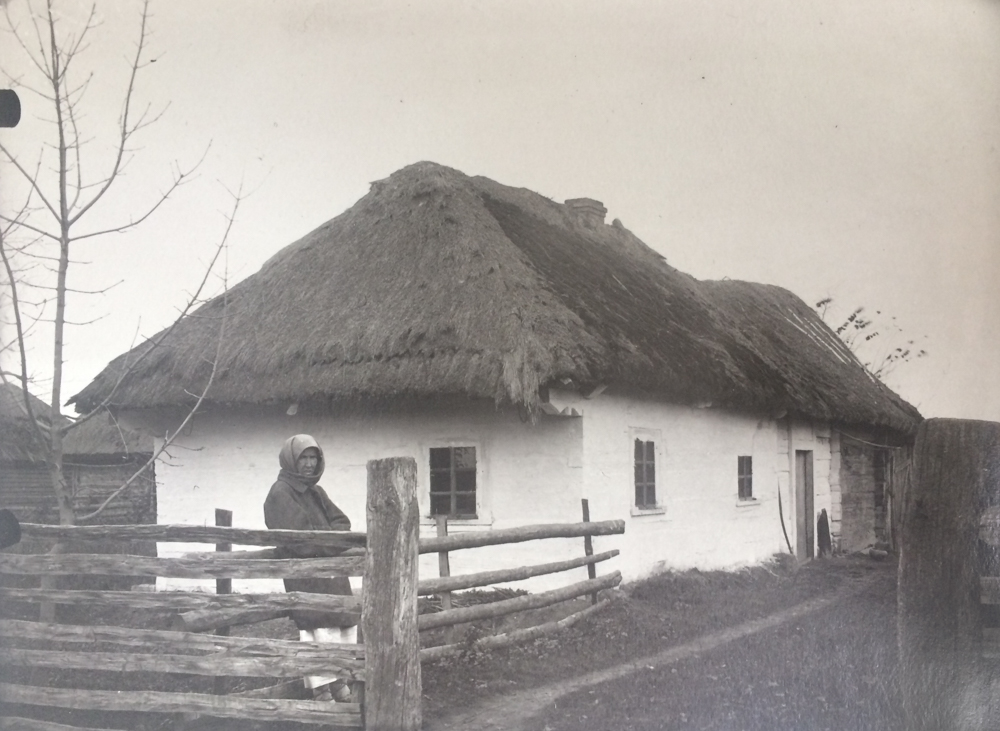
Селянська хата, 1929 рік

У 1906 році — село Барашівської волості (1-го стану) Житомирського повіту Волинської губернії. Відстань до губернського та повітового центру, м. Житомир, становила 75 верст, до волосного центру, с. Бараші — 10 верст. Найближче поштово-телеграфне відділення розташовувалося в Горошках.
В березні 1921 року, в складі волості, увійшло до новоствореного Коростенського повіту Волинської губернії. У 1923 році увійшло до складу новоствореної Білківської сільської ради, котра, від 7 березня 1923 року, стала частиною новоутвореного Барашівського району Коростенської округи; адміністративний центр сільської ради. Розміщувалося за 22 версти від районного центру, с. Бараші.
На фронтах Другої світової війни воювали 242 жителі села, з них 64 нагороджено орденами й медалями, 106 загинуло. В районі села діяло партизанське з′єднання ім. Шитова.
В радянські часи в селі розміщувалася центральна садиба колгоспу, за яким було закріплено 4 539 га угідь, в тому числі 3 376 га ріллі. Колгосп займався вирощуванням зернових культур, льону та картоплі, також виробництвом продукції тваринництва. В селі була середня школа, будинок культури, бібліотека та фельдшерсько-акушерський пункт.

Будинок культури с Білка

30 грудня 1962 року село, в складі сільської ради, увійшло до Ємільчинського району, 9 грудня 1966 року — до складу Коростенського району Житомирської області.
У 2020 році територію та населені пункти Білківської сільської ради, відповідно до розпорядження Кабінету Міністрів України № 711-р від 12 червня 2020 року «Про визначення адміністративних центрів та затвердження територій територіальних громад Житомирської області», включено до складу Ушомирської сільської територіальної громади Коростенського району Житомирської області.

## Відомі люди
- Матвієнко Володимир Павлович (нар. 1938 р.) — герой України, перший Голова Національного Банку України, Голова правління «Промінвестбанку».